# Evanđelje po Mateju (1964.)
Evanđelje po Mateju (tal. Il Vangelo secondo Matteo) je talijanska biblijska drama iz 1964. koju je režirao Pier Paolo Pasolini, a kojemu je to bio četvrti dugometražni film. Film je vjerna adaptacija evanđelja po Mateju, a koja prati život Isusa Krista. To je postao jedan od njegovih najpopularnijih i najcjenjenijih filmova.

## Radnja
Judeja. 1. stoljeće. U Betlehemu je Josip iznenađen kada otkrije da je njegova supruga, Djevica Marija, trudna. No anđeo u obliku djevojčice mu objavi da će mu se roditi sin, Isus Krist, koji će biti izabran od Boga da čini velika djela. Na savjet anđela, oni pobjegnu u Egipat te tako izbjegnu masakr novorođenčadi koji je organizirao Herod. Nakon što se stvari smire, Josip, Marija i Isus se vrate. Kao odrasli čovjek, Isus biva kršten od Ivana Krstitelja u rijeci Jordan te krene propovijedati. Ubrzo okupi 12 apostola: Šimun, Andrija, Ivan, Jakov, Filip, Bartolomej, Toma, Matej, Šimun, Juda i Tadej, te s njima krene u zemlju liječiti bolesne, opsjednute, činiti čuda i davati ljudima nadu propovijedima.
Kada stgne u Jeruzalem biva izdat od Jude i uhićen zbog blasfemije jer je tvrdio da je božji sin. Poncije Pilat ga osudi na razapinjanje na križu, dok Juda počini samoubojstvo zbog grižnje savjesti. Isus s križom prođe ulicama grada i biva razapet na brdu. Umre, ali uskrsne te se opet pojav pred ljudima.

## Glumci
- Enrique Irazoqui - Isus Krist
- Settimio Di Porto - Petar
- Alfonso Gatto - Andrija
- Margherita Caruso - Mlađa Marija
- Susanna Pasolini - Starija Marija
- Giorgio Agamben - Filip

## Nagrade
- 3 nominacije za Oscara (najbolja scenografija, kostimi, glazba).
- Nominacija za nagradu BAFTA (UN-ova nagrada).
- Nominacija za Zlatnog lava na Venecijanskom filmskom festivalu (osvojen OCIC nagrada i posebna nagrada žirija).

## Zanimljivosti
- Pasolini je isprva htio snimiti film na originalnim lokacijama u Izraelu, ali kada je tamo stigao zaključio je da su lokacije „prekomercijalne“ i „neprikladne“. Na kraju je film snimio u talijanskom gradu Matera. Zanimljivo, 2004. je Mel Gibson na istim lokacijama snimio svoj film o Isusu; "Pasija".
- Ovo je jedini Pasolinijev film koji nije izazvao kontroverze kod crkve. Čak je i bio hvaljen zbog vjernosti prema evanđelju.
- Enrique Irazoqui, glumac koji igra Isusa, je tada bio 19-godišnji student iz Španjolske koji je prije napisao esej o Pasolinijevom romanu „Ragazzi di vita“.
- Pasolini je navodno izabrao evanđelje po Mateju jer su druga bila neprimjerena: evanđelje po Ivanu mu se činilo premističnim, po Marku prevulgarnim, a po Luki presentimenatalnim.

## Kritike
Kritičari su većinom pohvalno ocijenili „Evanđelje po Mateju“. Tako je Roger Ebert u svojoj recenziji napisao: „Pasolinijev je film jedan od najefektnijih što se tiče religijskih tema koje sam ikada vidio, vjerojatno stoga što je napravljen od nevjernika koji nije propovijedao, veličao, naglašavao, sentimentalizirao ili romantizirao slavnu priču, nego je jednostavno htio zabilježiti je....Film vodi priču o životu Krista kao da je dokumentarist s niskim budžetom sljedio njega od rođenja. Film je snimljen u duhu talijanskog neo-realizma, koji je smatrao da obični ljudi, a ne glumci, najbolje utjelovljuju likove – ne svakog lika, nego one koje su rođeni igrati...Isus često govori sa srdžbom, poput organizača sindikata ili čovjeka koji protestira protiv rata. Njegov stil debate, vjeran Mateju, je odgovoriti na pitanje pitanjem, ili pogrdbom. Njegove riječi su očito od jedne radikalne osobe koja odbacuje društvo, matjerijalizam i način na koji cijeni bogate i moćne iznad siromašnih i slabih. Nitko tko sluša Isusa bi ga mogao zamijeniti za branitelja prosperiteta, iako su mnogi njegovi sljedbenici vjerovali da ih nagrađuje s bogatstvom“. 
Steven D. Greydanus je napisao: „Ne trebam dodati da tu nema spektakla kao u biblijskim produkcijama iz Hollywooda, i gotovo nema specijalnih efekata. Čuda su prikazana vrlo minimalistički, kao stvar činjenice koja naglašava značenje iznad predstavljanja, i pobuđuje transcendentno bez spoticanja preko pokušaja da ju prikaže izravno. Anđeli (uključujući  i nečastivog) su prikazani bez blještavila od običnih glumaca, a glas s neba koji govori tijekom krštenja Isusa je jednostavno glas izvan ekrana, makar se kamera izmakne a glumci pogledaju prema nebu. Čak je i hodanje na vodi – najefektniji takav prizor koji sam ikada vidio – vrlo suzdržan, kao da je događaj koji je jednostavno snimljen nego kao neki specijalni efekt...Na kraju, vjerojatno najtrajniji uspjeh „Evanđelja po Mateju“ je onaj ironičan, zbog Pasolinijevog Marksizma: nijedan drugi film o Isusu nije toliko kontemplativan, pozivajući gledatelja da jednostavno meditira o životu i učenju Isusa“, a Jeremy Heilman: „Pomalo neudobni krupni planovi koji dominiraju svojim mjestom u publici u poziciji gdje su bliži nego što su ikada mogli očekivati od biblijskih figura iz pasije“. S druge strane, James Kendrick je otvoreno priznao da mu se film nije osobito svidio: „Ono što Pasolinijeva jednostavna, blijeda vizije dokazuje je da mali i oskudni filmovi nisu ništa efektniji od onih veličanstvenih i epskih kada pokušavaju adaptirati evanđelje na ekranu“.

## Vanjske poveznice
- Evanđelje po Mateju u internetskoj bazi filmova IMDb-a
- Recenzije na Rottentomatoes.com
- 100 duhovno značajnih filmova
- Esej o filmu  Arhivirana inačica izvorne stranice od 16. travnja 2007. (Wayback Machine)
- Guardian –članak o filmu
- Sense of cinema